# Arboris
Arboris ist ein niederländischer Comicverlag aus Bronckhorst-Zelhem.
Der Verlag besteht seit 1981 und hat sich auf Albenserien aus den Niederlanden und dem französischsprachigen Raum spezialisiert. Neben den niederländischsprachigen Publikationen gibt es auch deutschsprachige und dänischsprachige Druckwerke, die in die jeweiligen Länder ausgeliefert werden.

## Bekannte Comicserien
- Die Türme von Bos-Maury
- Mick Tanguy
- Die Abenteuer des Professor Palmboom
- Die Meta-Barone
- El Mercenario
- Werke von Jean Giraud oder François Schuiten